# Тундра
Тундра (од рус. тундра) је биом који се налази у областима где је раст дрвећа онемогућен нижим температурама и недостатком влаге. Име потиче од килдин-лапонске (лапонске) речи tūndâr, која означава „ледину без дрвећа”. Постоје три типа тундре: арктичка, распрострањена у поларним областима Арктика и Антарктика, алпијска, распрострањена на високим планинама, и антарктичка тундра. Флора палеарктичких тундри често се назива аркто-алпијском услед постојања заједничке историје вегетације и великог броја заједничких врста биљака у арктичкој и алпијској тундри.

## Арктичка тундра
У скоријој геолошкој прошлости (ледена доба Квартара) велике ледене масе покривале су област Северне Америке и Европе. У периоду после последње глацијације лед се повукао ка северу или се задржао на планинама (глечери). На енглеском се тундре у Северној Америци називају barren grounds (у преводу „оскудна, неплодна земља”), али о јединствености са биомом у Европи и Азији сведочи и то да 75% живог света на свим набројаним континентима чине исте врсте.

### Климатски фактор
У области Северног и Јужног поларног круга у време зимске краткодневице, Сунце се уопште не издиже изнад хоризонта. Идући даље ка половима, ноћ траје још дуже и већи део тундре нема сунчеву осветљеност по више месеци. То утиче на живот у тундри да своју активност усредсреде на кратак период осветљености. Осим таме, значајан фактор у тундри је и хладноћа која заправо има геолошко наслеђе. Дубоки слојеви земљишта („пермафрост”) потпуно су залеђени. На Гренланду је залеђен слој дебљине 600 метара, а понегде и дубље-у Русији је залеђени слој био дубине 1.450 m. У току лета „открављује” се тек танак слој, не већи од седам центиметара. Овај слој је засићен водом јер падавине које су у њега доспеле не могу да се оцеде дубље, пошто је ту залеђено. У тундри иначе има мало падавина и то је увек снег. И због наизменичног смрзавања и открављивања земљишта, настаје полигонално земљиште. Наиме, ови процеси изазивају пупчење тла и стварање шупљина у које се гомила камење.

### Живи свет
У тундри се налазе биљке малих димензија. Дрвенастих биљака има, попут неких врста бреза и патуљастих врба, али се често не виде од зељасте вегетације. Дрвенасте биљке у тундрама припадају животној форми хамефита, а не фанерофита, којој припадају сродне врсте. Од зељастог биља бројне су маховине и пречице, а познате су и врсте пурпурна каменика и шумски геранијум.
Од животињских врста познати су мошусно говече и ирваси, које у Северној Америци називају карибуи. Вукови, поларне лисице и ждеравци су предатори који су прилагођени животу у тундри тако што имају густо крзно и слој поткожне масти. Такође, уши, реп и њушка су јако скраћени како не би дошло до смрзавања. Хране се текуницама, волухарицама и леминзима.
У тундри је веома мали број птица које су станарице, док птице селице долазе лети у милионима. Неке од њих су пловке, гуске и зујавци. Велики број птица се тада храни инсектима и то најчешће двокрилцима који иначе зимују у стадијуму ларви под ледом који се ствара на површини бара.

### Однос према глобалном загревању
Озбиљна претња тундри је глобално загревање, које изазива топљење пермафроста. Отапање пермафроста у датом подручју на људским временским скалама (деценијама или вековима) могло би радикално да промени које врсте тамо могу да преживе.
Друга забринутост је да се око једне трећине светског угљеника везаног за тло налази у областима тајге и тундре. Када се пермафрост топи, ослобађа угљеник у облику угљен-диоксида и метана, од којих су оба гасови стаклене баште. Ефекат је примећен на Аљасци. Седамдесетих година прошлог века тундра је била понор угљеника, али данас је извор угљеника. Метан се производи када вегетација пропада у језерима и мочварама.
Количина гасова стаклене баште која ће се ослободити према пројектованим сценаријима за глобално загревање није поуздано квантификована научним студијама.
На локацијама где се накупила мртва вегетација и тресет, постоји ризик од шумског пожара, као што је 1.039 km2 (401 sq mi) тундре која је изгорела 2007. на северној падини ланца Брукс на Аљасци. Такви догађаји могу бити и резултат глобалног загревања и допринети му.

## Антарктик
Антарктичка тундра се јавља на Антарктику и на неколико антарктичких и субантарктичких острва, укључујући Јужну Џорџију и Јужна Сендвичка острва и острва Кергуелен. Већи део Антарктика је превише хладан и сув да би подржао вегетацију, а већи део континента је прекривен леденим пољима. Међутим, неки делови континента, посебно Антарктичко полуострво, имају делове каменитог тла који подржавају биљни живот. Флора се тренутно састоји од око 300-400 врста лишајева, 100 маховина, 25 јетрењача и око 700 врста копнених и водених алги, које живе на површинама изложених стена и земљишта око обале континента. Две цветне биљне врсте на Антарктику, антарктичка трава (Deschampsia antarctica) и антарктичка бисерница (Colobanthus quitensis), налазе се у северним и западним деловима Антарктичког полуострва. За разлику од арктичке тундре, антарктичкој тундри недостаје велика фауна сисара, углавном због његове физичке изолације од других континената. Морски сисари и морске птице, укључујући фоке и пингвине, насељавају подручја близу обале, а неке мале сисаре, попут зечева и мачака, људи су унели на нека од субантарктичких острва. Екорегија тундре Субантарктичких острва Антиподес укључује острва Баунти, острва Окланд, острва Антиподи, групу острва Кембел и острво Меквери. Врсте ендемичне за ову екорегију укључују Corybas dienemus и Corybas sulcatus, једине субантарктичке орхидеје; краљевски пингвин; и антиподски албатрос.
Постоји извесна нејасноћа око тога да ли Магеланово мочварно подручје, на западној обали Патагоније, треба сматрати тундром или не. Фитогеограф Едмундо Писано назвао га је тундра (шп. tundra Magallánica) јер је сматрао да су ниске температуре кључне за ограничавање раста биљака.
Флора и фауна Антарктика и Антарктичких острва (јужно од 60° јужне географске ширине) заштићени су Уговором о Антарктику.

## Алпијска тундра
Алпијска тундра је област у којој нема дрвећа услед ниске температуре и недостатка влаге, на надморским висинама изнад 2000 m. У топлијим и влажнијим планинским областима налазе се Крумхолц форме дрвећа.